# NGC 4924
NGC 4924 est une galaxie spirale intermédiaire située dans la constellation de la Vierge. Sa vitesse par rapport au fond diffus cosmologique est de 5 183 ± 23 km/s, ce qui correspond à une distance de Hubble de 76,5 ± 5,4 Mpc (∼250 millions d'al). NGC 4924 a été découverte par l'astronome britannique John Herschel en 1831.
Toutes les sources consultées, sauf celle du professeur Seligman, classent cette galaxie comme lenticulaire, mais l'image obtenue des données du relevé PanSTARRS montre nettement la présence de bras spiraux. Il s'agit manifestement d'une galaxie spirale. Selon le professeur Seligman, il s'agit d'une spirale intermédiaire de type (R')SAB(rs)bc? pec.
NGC 4924 présente une large raie HI.